# Louis-Henri de La Rochefoucauld
Louis-Henri de La Rochefoucauld, né le 2 mars 1985 dans le 15e arrondissement de Paris en France, est un écrivain français et un chroniqueur musical et littéraire pour les magazines GQ, Technikart et Schnock.

## Biographie
Louis-Henri de La Rochefoucauld est entré en littérature en 2010, avec Les Vies Lewis, un roman paru chez Léo Scheer.
Il obtient le 89e prix des Deux Magots le 25 janvier 2022 pour son ouvrage Châteaux de sable et l'année suivante, signe à 38 ans son premier CDI "comme critique littéraire à L’Express".

## Ouvrages
- 2010 : Les Vies Lewis, éd. Léo Scheer
- 2011 : Un smoking à la mer, éd. Léo Scheer
- 2012 : Les Enfants trouvés, éd. Léo Scheer
- 2013 : La Révolution française, éd. Gallimard, coll. « L'Infini »,   (ISBN 978-2070140145)
- 2014 : Gaudriole au Golgotha, éd. Gallimard, coll. « L'Arpenteur »
- 2017 : Le Club des vieux garçons, éd. Stock
- 2019 : La prophétie de John Lennon, éd. Stock
- 2021 : Châteaux de sable, éd. Robert Laffont[3],[4]
- 2021 : Les sept péchés capitaux : l'avarice, éd. Cerf
- 2023 : Les petits farceurs, éd. Robert Laffont

### Articles
- « La Rochefoucauld, ancêtre de Guy Debord », revue L'Infini, nº 134, février 2016.

### Distinctions
- 2019 : Prix Cazes Brasserie Lipp
- 2022 : Prix des Deux-Magots
- 2022 : Prix Meurice [5]
- 2022 : Prix Maurice-Genevoix de l'Académie française[6]
- 2024 : Prix Roger-Nimier [7]